# 1766 год в музыке

## События
- Йозеф Гайдн стал капельмейстером семьи Эстерхази и их оркестр увеличен до 22 музыкантов.
- Никколо Пиччини приглашён в Париж королевой Марией-Антуанеттой.
- Монах-бенедиктинец и органный мастер Дом Бедо де Селле[англ.] начал публикацию своего монументального труда L’art du facteur d’orgues.
- Завершено строительство нового Дроттнингхольмского придворного театра.
- 29 ноября — Вольфганг Амадей Моцарт возвратился в Зальцбург после окончания большого турне семьи Моцартов[англ.] по Европе.

## Классическая музыка
- Карл Филипп Эммануэль Бах — Pieces (40) for Keyboard, Wq 117: no 2, Solfeggio in C minor, H 220.
- Кейпел Бонд[англ.] — Six Concertos in Seven Parts.
- Йозеф Гайдн — Great Mass in E flat.
- Михаэль Гайдн — Symphony in B flat major.
- Никколо Йомелли — Missa Solemne.

## Опера
- Эджидио Дуни — «Колокол» (фр. La clochette).
- Йозеф Гайдн — La Canterina.
- Иоганн Адам Хиллер — Der lustige Schuster.

## Родились
- 21 января — Винценц Гоуска, чешский композитор (умер в 1840).
- 24 февраля — Сэмюэл Уэсли[англ.], органист и композитор, известный как «английский Моцарт»[1] (умер в 1837).
- 28 марта — Йозеф Вайгль, австрийский композитор и дирижёр, сын Йозефа Франца Вайгля, крёстный сын Йозефа Гайдна (умер в 1846).
- 19 июля — Иоганн Антон Фридрих Флейшман[нем.], немецкий композитор (умер в 1798).
- 1 августа — Иньяс Антуан Ладюрнер[фр.], французский пианист, педагог и композитор австрийского происхождения, отец художника Адольфа Ладюрнера (умер в 1839).
- 16 августа — Каролина Нэрн[англ.], шотландская баронесса, автор и собирательница песен (умерла в 1845).
- 22 августа — Жозеф-Денис Доче[фр.], французский хормейстер, дирижёр и композитор, отец скрипача, композитора и дирижёра Александра Пьера Жозефа Доче[фр.], 20 лет возглавлявшего оркестр парижского Théâtre du Vaudeville[фр.] (умер в 1825).
- 9 октября — Фридрих Дионис Вебер, чешский композитор и музыкальный педагог, один из основателей и руководителей Пражской консерватории (умер в 1842).
- 16 ноября — Родольф Крейцер, французский скрипач, композитор и дирижёр, представитель так называемой «парижской скрипичной школы» (умер в 1831).
- 20 ноября — Джон Уолл Колкотт[англ.], английский композитор (умер в 1821).
- дата неизвестна — Шарль-Фредерик Дювернуа, французский кларнетист и композитор, младший брат валторниста и композитора Фредерика Дювернуа (умер в 1845).

## Умерли
- 30 января — Сюзанна Мария Сиббер[англ.], английская певица и актриса, сестра композитора Томаса Арна (род. в 1714).
- 26 февраля — Август Бернхард Валентин Хербинг (нем. August Bernhard Valentin Herbing), немецкий органист и композитор (род. в 1735).
- 3 марта — Грегор Вернер, австрийский композитор, капельмейстер князя Пала II Антала Эстерхази (род. в 1693).
- 20 марта — Джованни Баттиста Пешетти, итальянский органист, клавесинист и композитор (род. ок. 1704).
- 25 марта — Иоганнес Ричель (нем. Johannes Ritschel), немецкий композитор (род. в 1739).
- Апрель — Франсуа Этьен Бланше II (фр. François Étienne Blanchet II), французский мастер-изготовитель клавесинов (род. в 1730).
- 7 октября — Андре Шерон (фр. André Chéron), французский композитор и оперный инспектор (род. в 1695).
- 9 ноября — Унико Вильгельм ван Вассенар[нидерл.], нидерландский дворянин, дипломат и композитор позднего барокко (род. в 1692).[2] (род. в 1692).
- 24 ноября — Томас Чилкот[англ.], английский органист и композитор (род. ок. 1707).
- 15 декабря — Карло Тессарини, итальянский скрипач, редактор и композитор (род. ок. 1690).
- дата неизвестна — Луиджи Джусти[итал.], итальянский либреттист (род. в 1709).